# Skeleton Coast (film)
Skeleton Coast è un film del 1988 diretto da John 'Bud' Cardos.
È un film d'azione con Ernest Borgnine, Robert Vaughn e Oliver Reed.

## Produzione
Il film, diretto da John 'Bud' Cardos su una sceneggiatura di Nadia Caillou con il soggetto di Harry Alan Towers, fu prodotto da Harry Alan Towers per la Breton Film Productions e Silvertree Pictures e Walanar Group e girato in Namibia

## Distribuzione
Il film fu distribuito nel 1988.
Alcune delle uscite internazionali sono state:
- in Germania Ovest (24 Stunden bis zur Hölle)
- in Brasile (Comando de Resgate)
- in Grecia (I akti ton skeleton)
- in Francia (Skeleton Coast)